# Nulla regula sine exceptione
Nulla regula sine exceptione è una locuzione latina traducibile letteralmente con "Nessuna regola è senza eccezione", e si ricollega al modo di dire italiano "L'eccezione conferma la regola".